# Hermenches
Hermenches (toponimo francese) è un comune svizzero di 379 abitanti del Canton Vaud, nel distretto della Broye-Vully.

## Storia

### Simboli
Lo stemma è stato approvato dal cantone di Vaud nel 1919 e 	riprende i colori del comune di Moudon con l'aggiunta del covone a simboleggiare il lavoro nei campi; la colomba era l'emblema della famiglia Crousaz de Crosy, signori del paese dal 1641 al 1725.

## Società

### Evoluzione demografica
L'evoluzione demografica è riportata nella seguente tabella:
Abitanti censiti

## Amministrazione
Ogni famiglia originaria del luogo fa parte del cosiddetto comune patriziale e ha la responsabilità della manutenzione di ogni bene ricadente all'interno dei confini del comune.